# Perché si uccide un magistrato
Perché si uccide un magistrato è un film del 1975, diretto da Damiano Damiani.

## Trama
Un giovane regista di nome Giacomo Solaris, dopo aver raccolto precise informazioni da un amico commissario di polizia, da un giornale scandalistico e da un costruttore mafioso, gira un film Inchiesta sul Palazzo di giustizia e lo presenta a Palermo, suscitando grande scalpore. Infatti, la pellicola è chiaramente ispirata alla figura e alle malefatte di Alberto Traini, un alto magistrato che poco dopo viene ucciso. Oppresso dai sensi di colpa, Solaris indagherà su quello che sulle prime sembrerebbe un delitto mafioso, ma che in realtà si dimostrerà ben altra cosa.